# John Munduga
John Munduga (ur. 15 stycznia 1961 w Kampali) – ugandyjski bokser wagi lekko-półśredniej, uczestnik Letnich Igrzysk Olimpijskich 1980, gdzie w swojej wadze doszedł do 1/8 finału.